# Folioscópio

Exemplo de animação feita com um folioscópio.

Um folioscópio é uma coleção de imagens organizadas sequencialmente, em geral no formato de um livreto para ser folheado dando impressão de movimento, criando uma sequência animada sem a ajuda de uma máquina.
Muito popular nos finais do século XIX e início do século XX, sendo ainda fabricados hoje em dia. Conhecido em inglês por flip book e em francês por folioscope (por vezes também chamado kineograph, feuilletoscope ou "cinema-de-bolso").
O maior folioscopio do mundo é maior que uma quadra de tênis.

## História
Foi criado por volta de setembro de 1868, patenteado por John Barnes Linnett e foi a primeira forma de animação e um dos primeiros brinquedos ópticos da história.

## Funcionalidade
Os folioscópios são essencialmente uma forma primitiva de animação. Como imagens em movimento, eles dependem de persistência da visão para criar a ilusão de que movimento contínuo está sendo visto em vez de uma série de imagens descontínuas sendo trocados em sucessão — isto também é conhecido como o fenómeno phi. Ao invés de "leitura" esquerda para a direita, um visualizador simplesmente olha para a mesma localização das imagens no folioscópio enquanto as páginas viram. O livro também deve ser invertido com velocidade suficiente para a ilusão de trabalhar, de modo a maneira padrão de "ler" um folioscópio é para segurar o livro com uma mão e folhear as páginas com o polegar da outra mão. A palavra alemã para flip-book-Daumenkino, literalmente "cinema polegar", reflete este processo. [carece de fontes?]